# Ai vist lo lop
Ai vist lo lop / Vi o lobo é uma canção tradicional em língua occitana criada por volta do século XIII.

## História
Como um embalados três dias, o ar com a sua palavra é transmitida a partir de pelo menos do século XIV e agora faz parte do repertório musical tradicional comum para todo o maciço central do início do 19   pelo menos.
Na sua forma de dois tempos, ela foi transmitido principalmente em áreas de língua occitana, como uma rima infantil para crianças.
Com o renascimento popular da década de 1970, o tema continua a ser transmitido e organizado por numerosos grupos, tanto na forma de 3 tempos quanto de 2 tempos. como, por exemplo, nas baletis occitanas da dupla Brotto-Lopez. Na Alemanha, é apresentado em concerto em um estilo completamente diferente pelo grupo de folk metal alemão In Extremo.

## Letra da música
Versão padronizada 
Ai vist lo lop, lo rainard, la lèbre

Ai vist lo lop, lo rainard dansar

Totei tres fasián lo torn de l'aubre

Ai vist lo lop, lo rainard, la lèbre

Totes tres fasián lo torn de l'aubre

Fasián lo torn dau boisson folhat.

Aquí trimam tota l'annada

Per se ganhar quauques sòus

Rèn que dins una mesada

Ai vist lo lop, lo rainard, la lèbre

Nos i fotèm tot pel cuol

Ai vist la lèbre, lo rainard, lo lop.

### Tradução francesa
J'ai vu le loup, le renard, le lièvre,

J'ai vu le loup, le renard danser,

Tous trois faisaient le tour de l'arbre

J'ai vu le loup, le renard, le lièvre,

Tous trois faisaient le tour de l'arbre,

Ils faisaient le tour du buisson feuillu.

Ici, nous trimons toute l'année

Pour se gagner quelques sous,

Et dans l'affaire d'un mois,

J'ai vu le loup, le renard, le lièvre,

Il ne nous reste rien du tout, (ils nous l'ont mis dans le cul)

J'ai vu le lièvre, le renard, le loup.